# Желохово
Желохово (рос. Желохово) — присілок в Перемишльському районі Калузької області Російської Федерації.
Населення становить 76 осіб. Входить до складу муніципального утворення Присілок Сильково.

## Історія
Від 2004 року входить до складу муніципального утворення Присілок Сильково

## Населення
| 2002 | 2010 |
| ---- | ---- |
| 69   | ↗76  |